# Diabulimia
Diabulimia to zaburzenie odżywiania dotyczące osób z cukrzycą typu 1. To, co ją odróżnia od innych zaburzeń odżywiania zawartych w DSM-5, to intencjonalne unikanie, bądź zmniejszanie przyjmowanej dawki insuliny po to, by utrzymać lub zmniejszyć masę ciała.

## Objawy
Typowymi objawami diabulimii są:
- szybka utrata masy ciała
- wysoka wartość glikemii
- wysoka wartość hemoglobiny glikowanej
- tendencja do kwasicy metabolicznej
- nieprawidłowy sposób odżywiania się, który przypomina ten występujący u osób z bulimią
- fiksacja na punkcie wielkości i kształtu ciała
- wysokie niezadowolenie z własnego wyglądu[3]

## Etiologia zaburzenia
Do wykrycia cukrzycy typu 1 przeważnie dochodzi w okresie dojrzewania, czyli w czasie, kiedy dochodzi do dużych zmian hormonalnych. Jest to także czas, kiedy przybranie na wadze jest czymś normalnym. Badania pokazują, że masa ciała nastolatek zmagających się z cukrzycą typu 1 jest większa o 6,8 kilograma od ich rówieśniczek bez cukrzycy. Ponadto wstrzykiwanie insuliny może wiązać się z pojawieniem się na ciele śladów, takich jak siniaki, a nawet grudki, które odbierane są jako nieatrakcyjne. Natomiast częstym zjawiskiem u kobiet uprawiających sport jest niezadowolenie z obrazu własnego ciała. 

## Ryzyko zaburzenia
Cukrzyca typu 1 zwiększa ryzyko zaburzeń odżywiania zarówno u mężczyzn, jak i kobiet. Szczególnie duże ryzyko pomijania lub zmniejszania przyjęcia dawki insuliny, traktowane jako forma przeczyszczania, występuje u dziewcząt, w głównej mierze w wieku nastoletnim i wczesnej dorosłości. U kobiet wskazuje się na dodatkowe czynniki indywidualne, rodzinne oraz społeczno-kulturowe, które wpływają na podjęcie jawnych zaburzonych form zachowań dotyczących żywienia.  

## Rozpoznanie
Rozpoznanie diabulimii jest najtrudniejszym etapem dla specjalistów. Istotne jest zwrócenie uwagi na sygnały, które świadczą o nieprawidłowym zachowaniu pacjentów. Wskazuje się na takie czynniki fizjologiczne i psychologiczne, jak:
- powtarzające się epizody kwasicy ketonowej
- wysoka wartość hemoglobiny glikowanej
- niski wskaźnik BMI
- niska zawartość tkanki tłuszczowej
- zmiany w zachowaniu pacjenta, np. nieprzychodzenie lub zmiana terminu wizyty
- zaniedbania w prowadzeniu dzienniczka samokontroli
- unikanie lub zmniejszenie przyjmowania dawek insuliny
- bardzo wysoki poziom aktywności fizycznej
- obserwowalne skupienie uwagi na wyglądzie zewnętrznym
- duże skupienie na samym jedzeniu oraz powiązanych z nim zachowaniach
- przejście na różne diety bez wskazań medycznych, np. weganizm
- zmiany w nastroju czy samopoczuciu, np. obniżony nastrój, apatia, zmęczenie, wahania nastroju czy niechęć wobec typowych czynności
- za duże wymagania wobec siebie samego
- przesadny perfekcjonizm
- silne pragnienie sprawowania kontroli[3]

## Leczenie
Leczenie osoby z diabulimią obejmuje wiele etapów i obszarów. Lekarz zajmujący się takim pacjentem powinien pamiętać o takich kwestiach jak: 
- wyjaśnienie pacjentowi, dlaczego przyjmowanie insuliny w odpowiednich dawkach jest tak istotne
- doradzanie w kwestiach zdrowej diety (najlepszą formą jest spisanie na kartkę wszystkich zaleceń)
- dokładne wyjaśnienie sposobu aplikowania insuliny
- wyznaczaniu osiągalnych celów dla pacjenta

Istotne jest formowanie wszystkich zaleceń w łatwy sposób do zrozumienia. Oprócz leczenia farmakologicznego i niekiedy hospitalizacji powinna być prowadzona psychoterapia. Proponuje się różne formy psychoterapii, w głównej mierze: indywidualną, grupową czy rodzinną, która jest najbardziej rekomendowaną opcją, kiedy pacjentem jest dziecko. Zaletami udziału rodzinny podczas terapii jest przeciwdziałanie stygmatyzacji osoby zmagającej się z tym problemem, a także zmierzenie się z emocjami wszystkich jej członków. Zaleca się, aby zarówno osoba zmagająca się z diabulimią, jak i jej rodzina powinna zostać zapoznana z obszarem odżywiania.